# Dzielnica Narwska

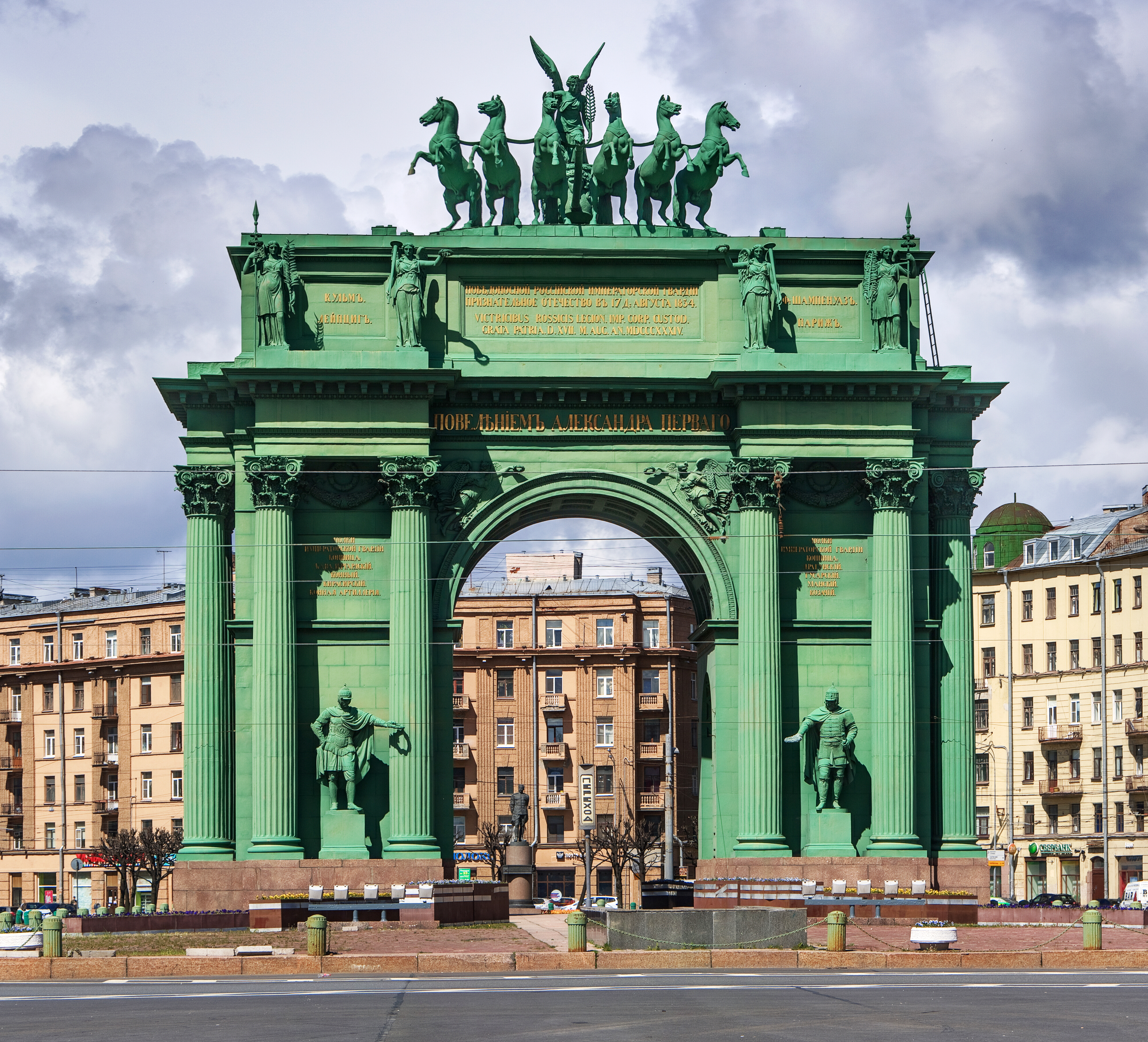
Triumfalna Brama Narwska, położona na Placu Strajków, wokół którego rozciąga się historyczna dzielnica

Dzielnica Narwska, także Narewska (ros. Нарвская застава - Narwskaja zastawa) – jedna z historycznych dzielnic Petersburga, położona w południowo-zachodniej części miasta, wokół Placu Strajków z Bramą Narwską oraz Prospektu Strajków. Administracyjnie część rejonu kirowskiego.  

## Historia
Dzielnica rozwinęła się wokół traktu prowadzącego z Petersburga do Narwy i Tallinna, wokół rogatki narwskiej. Wchłonęła dawne wsie Awtowo, Tientielewkę, Wołynkinę i Jemieljanowkę. W pierwszych dekadach istnienia Petersburga była to okolica, w której zamożni mieszkańcy miasta budowali swoje rezydencje podmiejskie i dacze. W XIX w. dzielnica zaczęła rozwijać się jako rejon przemysłowy i robotniczy. W 1801 r. w rejon narwskiego traktu pocztowego przeniesiono fabrykę żeliwa - późniejsze Zakłady Putiłowskie (po 1934 r. Fabryka im. Kirowa). Fakt, iż dzielnicę zamieszkiwali głównie robotnicy fabryczni, w II poł. XIX w. i na początku XX wieku uczynił z niej jedno z centrów ruchu robotniczego w Petersburgu. Podczas petersburskiej krwawej niedzieli w 1905 r. głównym traktem dzielnicy poruszała się jedna z robotniczych demonstracji. Pod Bramą Narwską pochód został zatrzymany przez wojsko, które oddało salwę do uczestników pochodu. 

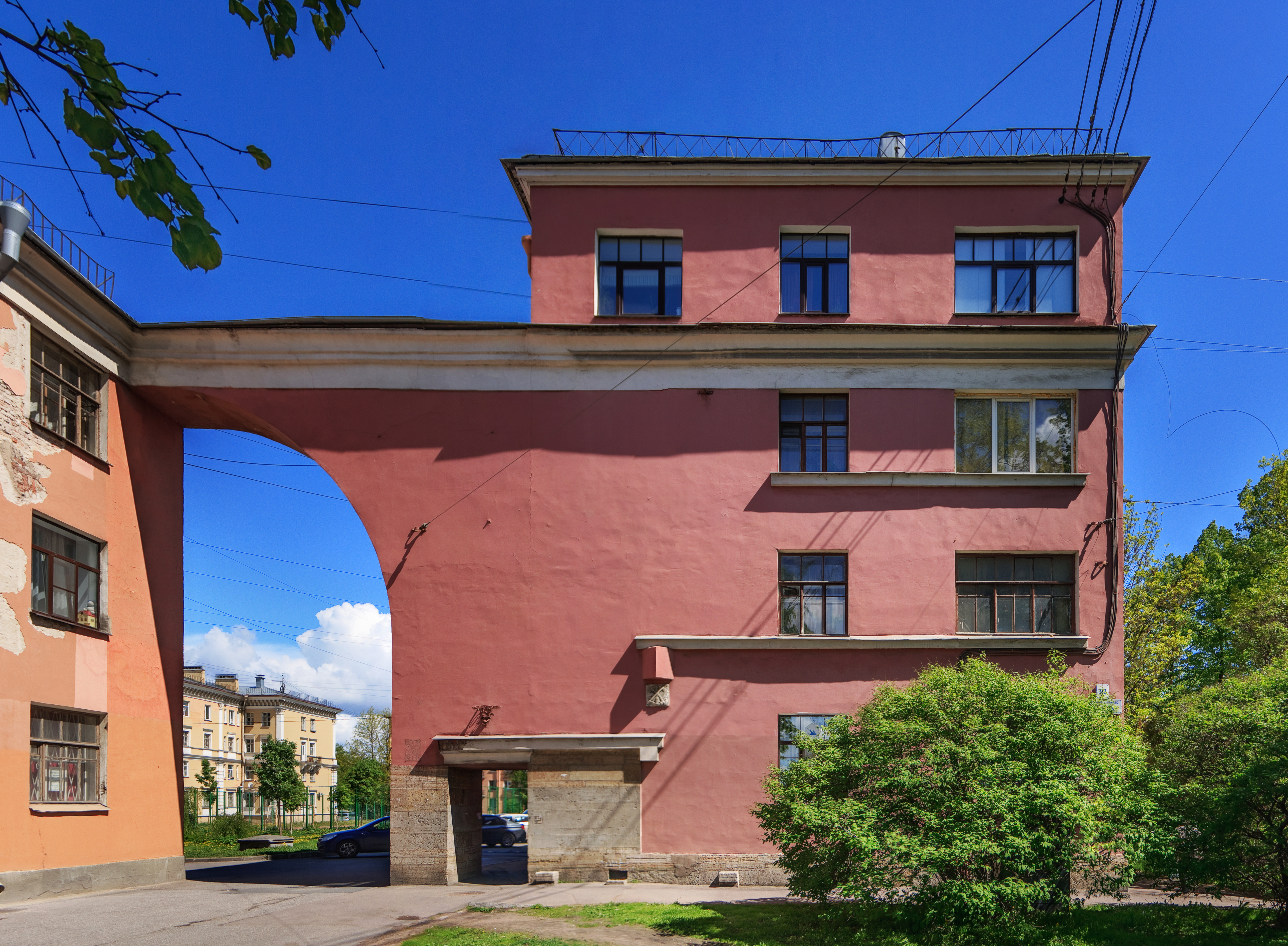
Jeden z budynków na modernistycznym osiedlu przy ul. Traktornej, przykład porewolucyjnej zabudowy dzielnicy

Po rewolucji październikowej i wojnie domowej w Rosji doszło do radykalnych zmian w architekturze i urbanistyce dzielnicy, według kompleksowego projektu opracowanego przez architeków Twierskoja, Fomina, Trockiego i Iljina w latach 1919-1924. Władze radzieckie zainicjowały w tym czasie przebudowę wszystkich historycznych dzielnic robotniczych - obok Narwskiej także Moskiewskiej, Newskiej i Wyborskiej. W toku przebudów wznoszono nowe dzielnice mieszkaniowe z blokami mieszkalnymi, szkołami, żłobkami i domami kultury. W Dzielnicy Narwskiej w latach 20. i 30. XX wieku wzniesiono nowe obiekty mieszkalne i użytkowe wokół Placu Strajków (dawna rogatka narwska). W latach 1925-1927 wzniesione zostało nowe osiedle mieszkaniowe przy wytyczonej w 1925 r. ul. Traktornej, przeznaczone dla robotników Zakładów Putiłowskich. Dla pracowników Zakładów przeznaczone było również osiedle przy ul. Sierafimowskiej, wzniesione w latach 1925-1928. Oba osiedla zostały zbudowane w stylu konstruktywistycznym. W 1930 r., przy ul. 1 Turbinnej, powstał kompleks prewentorium według projektu Lwa Rudniewa. W latach 1931-1935 powstał natomiast gmach administracji rejonu kirowskiego. W tym samym okresie w dzielnicy powstał także Dom Kultury im. Gorkiego. Część budynków w Dzielnicy Narwskiej została uszkodzona w czasie blokady Leningradu wskutek niemieckich ostrzałów artyleryjskich. Budynki te zostały odbudowane po wojnie. Zabudowę dzielnicy według porewolucyjnego planu dokończono w latach 60. XX wieku.